# Mathiász Jánosné muskotály
A  Mathiász Jánosné muskotály  magyar csemegeszőlő-fajta, amelyet Mathiász János nemesített az ottonel muskotály és a chasselas rouge de foncé keresztezésével.

## Jellemzői
Tőkéje középerős növekedésű, bőtermő, terhelésre érzékeny. Tápdús talajt és bőséges trágyázást kíván. Levele szabályos a hajtástengelynél pirosas zöld színű. Fürtje középnagy vagy nagy, vállas és tömött. Bogyói közepesek, gömbölyűek, vastag héjúak, olvadó húsúak és muskotályos zamatúak. Színe egyenlőtlenül húspiros, árnyékos oldalán fakó vagy zöld. Szeptember első felében érik és egyébként kitűnő ízű, de megjelenésre miatt nem való piacra. Fagytűrő képessége és rothadásérzékenysége átlagos.
Bora lágy, ízletesen muskotályos, alacsony savtartalommal bíró asztali bor.